# Wendy Choo
Karen Yu (Nova Iorque, 18 de janeiro de 1992) é uma lutadora profissional americana. Ela trabalha atualmente para a WWE, onde se apresenta na marca NXT sob o nome de ringue Wendy Choo. Ela também é conhecida por suas aparições na Ring of Honor (ROH) e no circuito independente como Karen Q, além de sua passagem pela WWE como Mei Ying.

## Início de vida
Yu nasceu em 18 de janeiro de 1992, na cidade de Nova Iorque, Nova Iorque. Ela cresceu no bairro de Bayside, Queens, frequentando a Benjamin N. Cardozo High School. Yu praticou ginástica desde os cinco anos de idade. Ela recebeu uma bolsa de estudos da NCAA Division II para jogar vôlei, formando-se em educação física pelo Queens College e obtendo um mestrado em ensino pelo Lehman College. Enquanto estudava no Queens College, jogou vôlei pelos Queens Knights. Antes de se tornar lutadora profissional em tempo integral, Yu trabalhou como professora de educação física na Fiorello H. LaGuardia High School e treinou ginástica na Benjamin N. Cardozo High School.

## Carreira na luta livre profissional

### Circuito independente; Ring of Honor (2014–2019)
Yu recebeu seu treinamento inicial em wrestling com Johnny Rodz na Gleason's Gym, no Brooklyn, e depois com Damian Adams na Team Adams Pro Wrestling Academy, em Wharton, Nova Jérsei. Ela fez sua estreia em 2014 sob seu nome de nascimento, competindo na promoção Victory Pro Wrestling (VPW), com sede em Centereach, Nova Iorque. Nos anos seguintes, lutou no circuito independente, principalmente no nordeste dos Estados Unidos. Em 2016, adotou o nome de ringue Karen Q. Em abril daquele ano, conquistou seu primeiro título ao derrotar Nikki Addams pelo VPW Women's Championship. Em 2017, venceu o East Coast Wrestling Association Women's Championship. Yu também participou do Torneio ECWA Super 8 ChickFight em 2016 e 2017, perdendo para Deonna Purrazzo na final em 2016 e vencendo o torneio no ano seguinte.
Em abril de 2017, Yu começou a aparecer na Ring of Honor (ROH). No evento Survival of the Fittest, em novembro de 2017, ela perdeu para Deonna Purrazzo em uma luta sem desqualificação. No Final Battle, em dezembro de 2018, Yu participou de uma luta four-way pelo ROH Women of Honor World Championship, que foi vencida por Kelly Klein, marcando sua primeira aparição em um pay-per-view.

### WWE (2018, 2019–presente)
Yu fez sua primeira aparição na WWE em agosto de 2018, competindo no torneio Mae Young Classic sob o nome de ringue Karen Q. Em fevereiro de 2019, ela assinou contrato com a WWE e foi designada ao WWE Performance Center, em Orlando, Flórida, para continuar seu treinamento. De fevereiro a julho de 2019, ela lutou na WWE como Karen Q, principalmente em duplas com Xia Li em eventos ao vivo do NXT. Em julho de 2019, Yu sofreu uma fratura no maléolo lateral e passou os dois anos seguintes em reabilitação, passando por duas cirurgias. Em dezembro de 2020, Yu foi reintroduzida no NXT como Mei Ying, a líder do grupo Tian Sha ao lado de Xia Li e Boa. Ela retornou aos ringues em agosto de 2021. Em novembro de 2021, a personagem Mei Ying foi descartada, e Yu foi novamente repaginada, desta vez como Wendy Choo. Em março de 2022, Choo e Dakota Kai competiram no Dusty Rhodes Tag Team Classic, perdendo para Io Shirai e Kay Lee Ray na final. Em junho de 2022, no NXT In Your House, Choo desafiou Mandy Rose pelo Campeonato Feminino do NXT, mas não conseguiu vencer. Em seguida, ela entrou em rivalidade com Tiffany Stratton, derrotando-a em uma luta lights out em agosto de 2022. Em fevereiro de 2023, Choo sofreu uma lesão não especificada e foi afastada da televisão para se recuperar, com a WWE justificando sua ausência através de um ataque no estacionamento.
Choo retornou aos ringues em um evento ao vivo em maio de 2024; no mês seguinte, ela voltou à televisão da WWE com uma nova gimmick mais agressiva. Em julho, Choo formou uma aliança de curta duração com Tatum Paxley, que terminou no mês seguinte quando Choo se virou contra Paxley no NXT: The Great American Bash, após Paxley não conseguir derrotar a campeã norte-americana feminina do NXT, Kelani Jordan, pelo título. Em setembro, Choo formou uma aliança com a lutadora da Total Nonstop Action Wrestling (TNA), Rosemary, atacando a campeã mundial das Knockouts da TNA, Jordynne Grace, durante seu desafio aberto. Isso levou Choo a conseguir uma luta pelo título no pay-per-view Victory Road da TNA, mas ela não conseguiu vencer. No pay-per-view Bound For Glory da TNA, Choo e Rosemary falharam em derrotar as campeãs de duplas das Knockouts da TNA, Spitfire (Dani Luna e Jody Threat), pelo título. Após a luta, Rosemary se virou contra Choo, encerrando a aliança entre elas. Em outubro de 2024, Choo foi derrotada por Paxley em uma luta de caixão.

## Estilo e persona no wrestling profissional
Choo luta em um estilo "técnico", combinando "habilidade técnica com ataques aéreos impressionantes". Seus golpes finais incluem um Boston crab modificado (chamado de Spring Roll), um Fujiwara Armbar e um Rear Naked Choke. Ela também utiliza "uma variedade impressionante de suplexes".
Em 2020 e 2021, Yu interpretou a personagem "enigmática e destrutiva" Mei Ying, uma mulher de 1.000 anos que atuava como uma espécie de "Yoda" para o grupo Tian Sha. Em 2022, ela adotou a gimmick de Wendy Choo, uma lutadora constantemente sonolenta que se apresentava de pijama. Em 2024, ela incorporou uma versão mais "assustadora" dessa gimmick.

## Outras mídias
Yu fez sua estreia nos videogames como personagem jogável na DLC Race to NXT Pack do WWE 2K23 e, posteriormente, apareceu no WWE 2K24.

## Vida pessoal
Yu é uma sino-americana.

## Títulos e prêmios
- East Coast Wrestling Association
  - ECWA Women's Championship (1 vez)[37][38]
  - Torneio Super 8 ChickFight  (2017)[38]
  - Prêmios de Fim de Ano da ECWA (1 vez)
    - Luta do Ano (2016) – vs. Deonna Purrazzo em 22 de outubro[39]
- Pro Wrestling Illustrated
  - PWI a colocou na #86ª posição das 100 melhores lutadoras individuais no PWI Women's 100 em 2018[40]
- Victory Pro Wrestling
  - VPW Women's Championship (1 vez)[37]